# Isar-Amper-Klinikum München-Ost

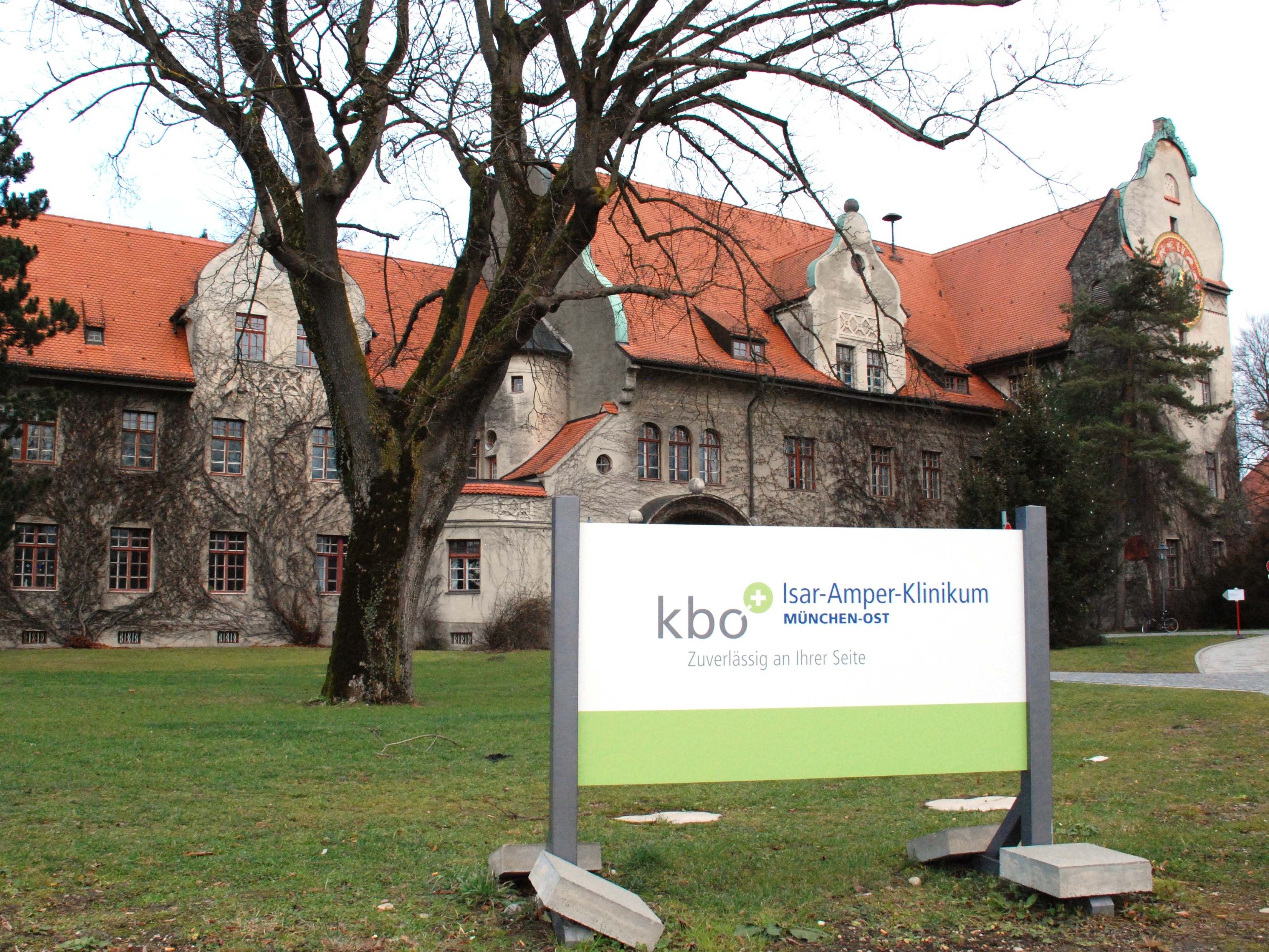
Direktionsgebäude des Klinikums

Das Isar-Amper-Klinikum München-Ost (bis Ende 2006 Bezirkskrankenhaus Haar) ist ein psychiatrisches und neurologisches Krankenhaus in Haar (bei München). Das Klinikum ist akademisches Lehrkrankenhaus der Ludwig-Maximilians-Universität München.

## Geschichte
Gegen Ende des 19. Jahrhunderts war die für den Kreis Oberbayern existierende Irrenanstalt an der Auerfeldstraße in München-Giesing an die Grenzen ihrer Aufnahmekapazitäten gestoßen, so dass ein Neubau dringend erforderlich war. 1898 wurde geplant, dass 1000 Betten gebaut werden sollten. Dazu wurde von 1901 bis 1905 in der Nähe der Ortschaft Haar auf dem Gelände des aufgekauften Weilers Eglfing eine neue Anstalt im damals vorherrschenden Pavillonstil errichtet. Die Planungsgrundlage hatte der Psychiater Friedrich Vocke erarbeitet, die Bauausführung für die einheitliche Anlage im Jugendstil erfolgte weitgehend durch Carl Freiherr von Harsdorf (Bamberg) und Adolf Stauffer (Rosenheim). Die Oberbayerische Kreisirrenanstalt Eglfing hatte Platz für etwa 1200 Kranke, auf einer Fläche von 100 ha mit 60 Gebäuden, 30 Pavillons und 46 Krankenstationen, darunter auch Dienstwohnungen- und häuser. Die Klinik wurde am 12. Juli 1905 offiziell eröffnet. Die Patienten aus Giesing wurden im Laufe eines Monats überführt. Die Unterbringung erfolgte getrennt nach Geschlechtern und nach Schwere der Krankheit.
Die Frischwasserversorgung erfolgte seit Öffnung des Betriebes durch einen eigenen Wasserturm, der aus dem Grundwasser gespeist wird. Die Abwässer wurden in eine Rieselfeldanlage geleitet. Auf dem Gelände gab es einen Koch- und Waschküchenbetrieb, der von 190 „ruhigen Frauen“ aus den Reihen der Patientinnen bewirtschaftet wurde. Die Hausordnung von 1912 hielt fest: Die Leibwäsche werde alle 8 Tage, die Bettwäsche alle 4 Wochen gewechselt.
Zwei Jahre nach Eröffnung ging eine geländeeigene E-Lok der Firma Siemens-Schuckert-Werke AG in Betrieb. Sie fuhr vom Bahnhof Haar zum Heizkraftwerk der Anstalt und bildete damit die kürzeste Gleisanlage der Deutschen Bundesbahn. 1969 unternahm sie ihre letzte Fahrt.
Bereits 1909 war die Pflegeanstalt Eglfing mit 1350 Betten voll belegt und nicht mehr erweiterungsfähig, so dass 1912 auf unmittelbar angrenzendem Gelände die Oberbayerische Kreisirrenanstalt Haar mit etwa 900 Betten eröffnet wurde. 1931 wurden beide Anstalten zur Oberbayerischen Kreis-Heil- und Pflegeanstalt zusammengelegt.
Der Autor Oskar Maria Graf war gegen Ende des Ersten Weltkrieges als Patient im Krankenhaus und beschrieb seine Erfahrungen in seiner Autobiografie Wir sind Gefangene.

### Zeit des Nationalsozialismus

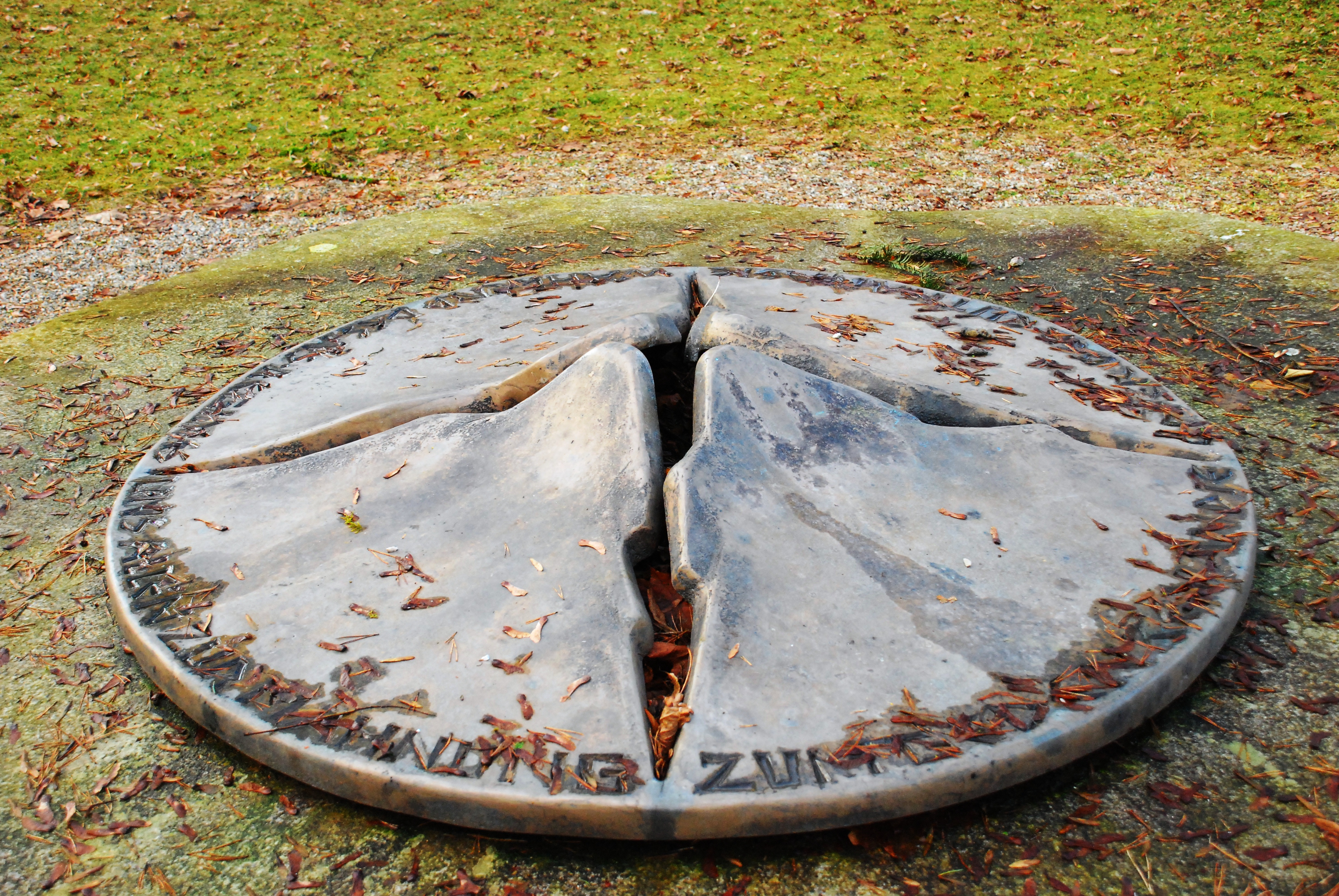
Mahnmal auf dem Klinikgelände. Inschrift: „Zum Gedenken an die Opfer der Euthanasie während des NS Regimes - Uns allen zur Mahnung“

Während der Zeit des Nationalsozialismus wurden im Rahmen der Aktion T4 mindestens 2025 Menschen mit psychischer oder körperlicher Behinderung in die NS-Tötungsanstalt Grafeneck und die NS-Tötungsanstalt Hartheim bei Linz deportiert und dort ermordet. Manche sprechen von über 2400 von oder über Eglfing-Haar in die für den „Gnadentod“ vorgesehenen Zentren deportierten Pfleglingen. Nach der Aktion T4 folgten weitere NS-Tötungsaktionen. Im Rahmen der Aktion Brandt, die für freie Lazarettkapazitäten sorgen sollte, ließ man in den so genannten „Hungerhäusern“ weitere Patienten verhungern, was durch den Hungerkost-Erlaß vom November 1942 legalisiert wurde. Ferner wurden mindestens 337 Kinder durch eine Überdosis des Schlafmittels Luminal getötet. Der ärztliche Direktor der Nervenheilanstalt in Eglfing-Haar, Hermann Pfannmüller , diente als Gutachter für die Vernichtungsaktion. In der von Hans Schleussing geleiteten Prosektur des Münchener KWI für Psychiatrie in Eglfing-Haar wurden zudem Organe von 1942 durch Georg Hensel bei Impfexperimenten in Irsee (in der dortigen Zweigstelle der Anstalt Kaufbeuren) qualvoll gestorbenen Kindern untersucht. In Haar wurde nicht nur über Tötungen bestimmt, sondern auch direkt getötet. Auf Grundlage des Hungerkosterlasses von 1942 wurden zwei sogenannte „Hungerhäuser“ eingerichtet. Die ausgesonderten Patienten erhielten Gemüse, Kartoffel und täglich eine Scheibe Brot als Kost, welche laut Tests in der Kaufbeurer Anstalt zum „Erfolg“ führte. Von Ende 1942 bis Mitte 1945 starben vermutlich 444 Patienten an den Folgen der Kost. Haar hatte nicht nur Hungerhäuser für Erwachsene, sondern auch eine „Kinderfachabteilung“ für Kinder mit erb- und anlagebedingten schweren Leiden. Diese seit 1939 registrierten Kinder wurden ebenfalls ausgehungert, indem ihnen systematisch Nährstoffe entzogen wurden. Für die in der Anstalt Eglfing-Haar begangenen Morde wurden drei Anstaltspflegerinnen mit einer Gefängnisstrafe von je 2 Jahren und 6 Monate geahndet, und der Anstaltsleiter Pfannmüller wurde 1949 zu 6 Jahren Gefängnis verurteilt, wobei die Internierungs- und Untersuchungshaft angerechnet wurde.
Zur gleichen Zeit behandelte Anton von Braunmühl in der Klinik viele Patienten mit den damals neuen Schocktherapien.

### Nachkriegszeit
Anton von Braunmühl, der eine führende ärztliche Position auch vor 1945 innehatte, war wohl unter Nutzung alter Seilschaften von August 1946 bis zu seinem Ableben am 12. März 1957 Direktor der Heil- und Pflegeanstalt. Zuvor war Gerhard Schmidt, ein im Nationalsozialismus „Unbelasteter“, mit seinen Versuchen intern wie extern gescheitert, die Haarer Zeit vor 1945 aufzuarbeiten, und er war 1946 als Klinikleiter abberufen worden. Gerhard Schmidt verfasste über die Verbrechen das Standardwerk "Selektion in der Heilanstalt 1939-1945", dass minutiös die Verbrechen dokumentierte. Das Buch erschien 1965, das Klinikum benannte 2023 einen zentralen Platz nach Schmidt.  
An die Aufarbeitung der Aktion T4 gingen das Klinikum und der Bezirk Oberbayern erst in den 1990er-Jahren schrittweise heran.
Mit etwa 3000 Betten hatte die Belegungszahl in den 1950er-Jahren ihren Höchststand.
1956 wurde die Klinik in Nervenkrankenhaus Haar bei München des Bezirks Oberbayern und 1970 in Bezirkskrankenhaus Haar umbenannt. Bis 1970 waren Schlafsäle die Regel, spätere Um- und Neubauten erhielten kleinere Pflegeeinheiten mit Zimmern für maximal drei Betten.
In den vergangenen Jahrzehnten hat das Klinikum eine wohnortnahe und dezentrale Versorgungsstruktur aufgebaut und verfügte 2025 über dreizehn Standorte im Stadtgebiet von München.
Offizieller Name des Klinikums ist kbo-Isar-Amper-Klinikum Region München, wobei kbo für Kliniken des Bezirks Oberbayern steht.

## Einrichtung

### Das Klinikum heute

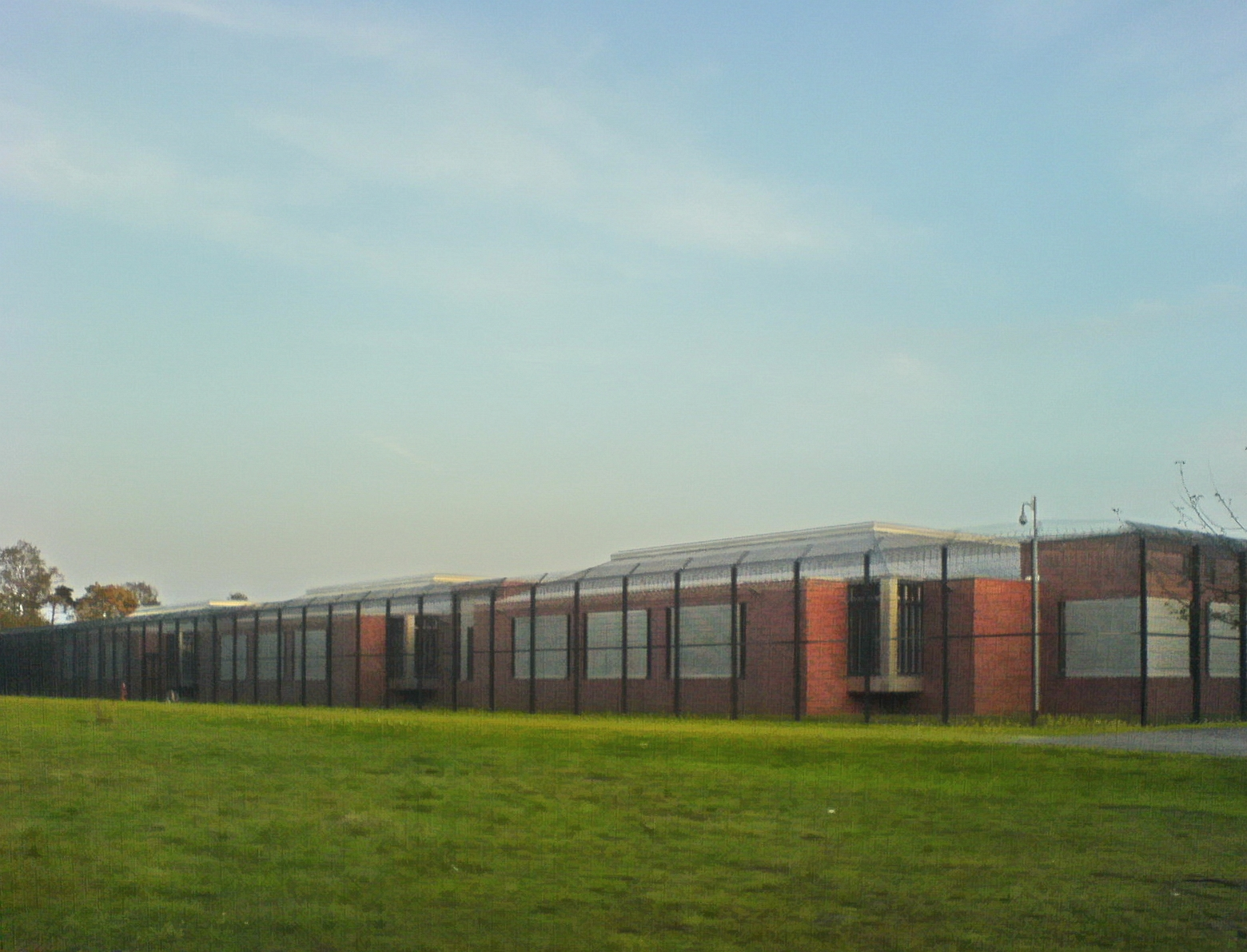
Hochsicherheitstrakt des Fachbereiches Forensische Psychiatrie (Straftäter)

Heute ist das Klinikum München-Ost ein Krankenhaus für Psychiatrie mit Abteilungen für Gerontopsychiatrie, Forensische Psychiatrie, Neurologie, Suchttherapie und Psychotherapeutische Medizin.
Bei aktuell knapp 1200 Betten (Stand 2025) beschäftigt das Klinikum über 2800 Menschen und ist damit der größte Arbeitgeber in Haar. Außerdem ist es eine der größten psychiatrischen Kliniken Deutschlands.
Es hat mehrere Außenstellen: das Atriumhaus in der Bavariastraße in München, die Klinik Nord, eine Tagesklinik und Institutsambulanz in Berg am Laim, eine Ambulanz im kbo-Kinderzentrum Klinikums Schwabing sowie eine Klinik und eine Tagesklinik und Ambulanz in Fürstenfeldbruck und Dachau. 
2017 gab das Klinikum das frühere Klinikgelände Haar II auf und konzentriert sich auf Haar I.
Das Fachkrankenhaus verfügt über eine eigene Werkfeuerwehr, die aufgrund der Besonderheit der Patienten auch über einen Teleskopgelenkmast verfügt, der im Gegensatz zu einer Drehleiter das Aufsetzen an Objekten ermöglicht. Trotz der verhältnismäßig kleinen Fläche des Geländes sind pro Jahr im Schnitt über 100 Einsätze zu verzeichnen.
Das Krankenhaus verfügt als Lehrkrankenhaus der Ludwigs-Maximilian-Universität München auch über eine Bibliothek (Schwerpunkte Psychiatrie, Psychologie und Neurologie) mit etwa 32000 Medieneinheiten (2016), Bibliothekssigel Haar1.
Geschäftsführer des kbo-Isar-Amper-Klinikum München-Ost ist seit 1. April 2024 Nicolas von Oppen, als Nachfolger von Franz Podechtl.
Nach dem Ausscheiden von Pflegedirektor Hermann Schmid im August 2020 leitet Brigitta Wermuth als Pflegedirektorin die Geschäfte des Pflegebereichs, ärztlicher Direktor ist seit 1. November 2016 Peter Brieger.
2022 kam es zu einem Vorfall, als ein Patient eine Mitpatientin ermordete.

### Baugeschichtliche Bedeutung
Mehr als 100 Gebäude auf dem Gelände des Klinikums sind als Baudenkmäler in der Bayerischen Denkmalliste aufgeführt, darunter die 1905 errichtete Kirche St. Raphael (katholisch), die Anstaltskapelle (evangelisch), das von Gabriel von Seidl entworfene Direktionsgebäude, der zur Eigenversorgung und Arbeitstherapie errichtete Gutshof sowie ein Wasserturm südlich der parkähnlichen Gesamtanlage (siehe Liste der Baudenkmäler in Haar).

### Museum
Auf dem Gelände der Klinik gibt es im ersten Stock der früheren Direktorenvilla (Haus 76) auf 130 Quadratmetern in sechs Räumen und mehreren Durchgängen ein Psychiatriemuseum; es wurde 2005 zum hundertjährigen Bestehen der Anstalt gegründet.